# Spring Valley (Minnesota)
Spring Valley ist eine Kleinstadt (mit dem Status „City“) im Fillmore County im US-amerikanischen Bundesstaat Minnesota. Im Jahr 2010 hatte Spring Valley 2479 Einwohner. Das U.S. Census Bureau hat bei der Volkszählung 2020 eine Einwohnerzahl von 2.447 ermittelt.

## Geografie
Spring Valley liegt im Südosten Minnesotas auf 43°41′13″ nördlicher Breite und 92°23′21″ westlicher Länge und erstreckt sich über 6,5 km².
Benachbarte Orte sind Grand Meadow (16,6 km westlich), Racine (16,2 km nordwestlich), Wykoff (12 km östlich) und Ostrander (11 km südsüdwestlich).
Die nächstgelegenen größeren Städte sind Rochester (43,6 km nördlich) und La Crosse in Wisconsin (113 km östlich). Das Ballungsgebiet um die Städte Minneapolis und Saint Paul liegt 183 km nordnordwestlich.

## Verkehr
In Spring Valley treffen der U.S. Highway 63 und die Minnesota State Routes 16 zusammen. Nach Norden führt der County Highway 1. Alle weiteren Straßen sind untergeordnete teils unbefestigte Landstraßen sowie innerörtliche Verbindungsstraßen.
Die nächstgelegenen Flughäfen sind der Rochester International Airport (33,3 km nordnordwestlich) und der größere Minneapolis-Saint Paul International Airport (174 km in der gleichen Richtung).

## Demografische Daten
Nach der Volkszählung im Jahr 2010 lebten in Spring Valley 2479 Menschen in 1074 Haushalten. Die Bevölkerungsdichte betrug 381,4 Einwohner pro Quadratkilometer. In den 1074 Haushalten lebten statistisch je 2,27 Personen.
Ethnisch betrachtet setzte sich die Bevölkerung zusammen aus 97,6 Prozent Weißen, 0,6 Prozent Afroamerikanern, 0,1 Prozent (drei Personen) amerikanischen Ureinwohnern, 0,5 Prozent Asiaten sowie 0,1 Prozent aus anderen ethnischen Gruppen; 1,0 Prozent stammten von zwei oder mehr Ethnien ab. Unabhängig von der ethnischen Zugehörigkeit waren 0,7 Prozent der Bevölkerung spanischer oder lateinamerikanischer Abstammung.
23,8 Prozent der Bevölkerung waren unter 18 Jahre alt, 57,2 Prozent waren zwischen 18 und 64 und 19,0 Prozent waren 65 Jahre oder älter. 51,2 Prozent der Bevölkerung war weiblich.

Das mittlere jährliche Einkommen eines Haushalts lag bei 42.416 USD. Das Pro-Kopf-Einkommen betrug 21.221 USD. 11,5 Prozent der Einwohner lebten unterhalb der Armutsgrenze.